# Carlos Calado
Carlos Calado (Carlos Nuno Tavares Calado; * 5. Oktober 1975 in Alcanena) ist ein ehemaliger portugiesischer Leichtathlet, der 2001 eine Weltmeisterschaftsbronzemedaille im Weitsprung gewann, sich aber auch in anderen Disziplinen auszeichnete.
1996 bei den Olympischen Spielen in Atlanta trat Calado sowohl im Dreisprung (Rang 19) als auch im Weitsprung (Rang 24) an, schied aber jeweils in der Qualifikation aus. Bei den ersten U23-Europameisterschaften, die 1997 in Turku stattfand, gewann er im Weitsprung mit windunterstützten 8,32 m und zwei Zentimetern Vorsprung auf den Russen Kirill Sossunow, Dritter wurde der Ukrainer Oleksij Lukaschewytsch. Im ebenfalls windunterstützten Finale des 100-Meter-Laufs siegte der Grieche Angelos Pavlakakis vor Calado und Marlon Devonish. Bei den Halleneuropameisterschaften 1998 in Valencia siegte im Weitsprung Lukaschewytsch mit 8,06 m vor Calado auf Platz zwei und dem Franzosen Emmanuel Bangué auf Rang drei, die beide 8,05 m gesprungen waren.
2000 bei den Olympischen Spielen in Sydney belegte Calado im Weitsprung mt 7,94 m den zehnten Platz. Bei den Hallenweltmeisterschaften 2001 in Lissabon gewann Calado Bronze mit 8,16 m, nur Iván Pedroso sprang weiter, Kareem Streete-Thompson erhielt bei gleicher Weite Silber wegen des besseren zweiten Versuchs.
Bei den Weltmeisterschaften 2001 in Edmonton holte Calado mit 8,21 m die Bronzemedaille hinter Iván Pedroso und Savanté Stringfellow (USA).
Dies blieb der letzte große Erfolg von Calado, der noch einige Jahre bei großen Meisterschaften antrat, aber die Qualifikation nicht mehr überstand. Calado stellte insgesamt elf Landesrekorde auf. Sein Landesrekord im 100-Meter-Lauf wurde von Francis Obikwelu verbessert, sein Dreisprungrekord von Nelson Évora.
Carlos Calado ist 1,86 m groß, wog zu Wettkampfzeiten 80 kg und startete für Sporting Lissabon.

## Persönliche Bestleistungen
- 60 m: 6,60 s, 20. Februar 1999, Espinho
- 100 Meter: 10,11 s, 6. Juni 1999, Vila Real de Santo António
- 200 Meter: 20,90 s, 20. Juli 1997, Coimbra
  - Halle: 21,74 s, 2. Februar 2003, Espinho
- Weitsprung: 8,36 m, 20. Juni 1997, Lissabon (portugiesischer Rekord; Stand Anfang 2008)
  - Halle: 8,22 m, 26. Januar 2002, Espinho
- Dreisprung: 17,08 m, 21. Juni 1996, Lissabon
  - Halle: 17,09 m, 20. Februar 1999, Espinho